# Royal College of Art
Le Royal College of Art (RCA) est un établissement universitaire public britannique situé à Londres proposant des études post-graduées dans le domaine des arts, du design, de la conception d'architecture, de la mode, et de la communication.
Fondé en 1837, il accueille des élèves du monde entier et possède un corps enseignant international. 
En 2019, pour la cinquième année consécutive, le Royal College of Art est classé première université du monde des arts et du design par le QS World University Subject Rankings,.

## Histoire
Le Royal College of Art est établi en 1837, à Somerset House, sous le nom de Government School of Design. 
Dans les années 1850, l'école propose ses premiers cours de design et d'arts graphiques. Inclus dans le projet d'institutions culturelles initié par le prince Albert, en 1853, les locaux de l'école sont déplacés à South Kensington et l'établissement prend le nom de Normal Training School of Art, puis de National Art Training School en 1863. 
Un département consacré aux femmes, la Female School of Art, est ouvert dans un établissement séparé. Celui-ci sera fréquenté par les artistes Kate Greenaway, Gertrude Jekyll et Patty Aberigh-Mackay, entre autres. En 1896, l'école est rebaptisée « Royal College of Art ». 
L'établissement crée sa propre école de mode en 1948, dirigée par Madge Garland, Janey Ironside et Wendy Dagworthy, entre autres. En 1967, une charte royale lui est accordée, ce qui lui octroie le statut d'université indépendante délivrant ses propres diplômes. À la fin des années 1970, quelques étudiants sortant de l'établissement se font remarquer comme précurseurs du mouvement des Nouveaux Romantiques (New Romantics).

## Locaux
Le Royal College of Art possède trois campus : South Kensington, Battersea et White City. 
Le premier est un bâtiment construit dans les années 1960, sur Kensington Gore, à quelques mètres de Hyde Park, appelé Darwin Building et conçu par trois enseignants de l'époque, H. T. Cadbury-Brown, Hugh Casson et Robert Goodden. En 1991, le département de sculpture déménage vers un deuxième campus, à Battersea, dans une ancienne usine, près de la Tamise. Puis, l'agence Wright & Wright a totalement rénové ce lieu et les nouveaux locaux sont inaugurés en 2009. 
D'autres espaces ont été ouverts sur le site de Battersea : le Dyson Building, en 2012, nommé en l'honneur du designer industriel James Dyson et le Woo Building, en 2015, consacré à la céramique, à l'orfèvrerie, aux métaux et au verre.
Un troisième campus est ouvert en 2017 à White City, dans le site de l'ancien Media Village de la BBC, pour accueillir les écoles de communication et d'humanités, ainsi qu'une section de l'école d'architecture,.

## Relations internationales
L'université est membre de l’Université de l'Arctique UArcticmars 2025[source secondaire souhaitée] est un réseau international d’universités, d’instituts de recherche et d’organisations ayant pour but de promouvoir, coordonner et soutenir la recherche ainsi que l’éducation en régions arctiques.

## Professeurs notables
- Jules Dalou (1838-1902), professeur de sculpture de 1874 à 1879 ;
- Édouard Lanteri (1848-1917), professeur de sculpture de 1880 à 1917.
- Fiona Raby (1964-), professeur d'architecture et de design.

## Étudiants notables
- Frank Auerbach, peintre
- Alfreda Benge, artiste
- Nina Beier, sculptrice
- Derek Boshier, artiste
- Moya Bowler, modiste
- Victor Burgin, artiste
- Oswald Chambers, évangéliste
- Robin Day, designer
- Jake et Dinos Chapman, artiste plasticien
- Donato Coco, designer automobile
- Tony Cragg, sculpteur
- Wim Crouwel, graphiste
- Mireille Dansereau, cinéaste[12]
- Lilian Dring, peintre spécialisée en design textile.
- Roger Dean, peintre
- Ian Dury, musicien, chanteur
- James Dyson, inventeur et designer
- Nedda El-Asmar, orfèvre belge
- Lydia Gifford, peintre-sculptrice
- Konstantin Grcic, designer
- Hubert von Herkomer, peintre
- Lubaina Himid, artiste, enseignante
- David Hockney, peintre
- Albert Houthuesen, peintre
- Mercy Hunter, artiste, calligraphe et enseignante nord-irlandaise
- Esther Johnson, artiste visuelle et réalisatrice
- Lina Lapelytè, compositrice et performeuse
- William Latham, graphiste
- Ross Lovegrove, designer
- Melanie Manchot, photographe, vidéaste
- Rodrigo Matheus, artiste conceptuel
- Henry Moore, sculpteur
- Malcolm Morley, peintre
- Jasper Morrison, designer
- Vaughan Oliver, designer, graphiste
- Eduardo Paolozzi, artiste
- Antoniou Platon, photographe
- Alan Rickman, acteur et metteur en scène
- Bridget Riley, artiste
- Victor Roman, sculpteur
- Ridley Scott, cinéaste
- Tony Scott, réalisateur, scénariste, producteur
- Enid Seeney, designeuse céramiste
- Brian Reffin Smith, artiste conceptuel
- Ingeborg Strobl, plasticienne autrichienne
- Storm Thorgerson, photographe, réalisateur, designer
- Philip Treacy (en), modiste
- Trevor Winkfield, peintre, illustrateur, poète, essayiste
- Ossie Clark (en), styliste
- Zandra Rhodes, styliste
- Bianca Saunders, créatrice de mode.
- Fiona Raby, designer britannique.